# Beholder (cheval)
Pour les articles homonymes, voir Beholder.
Beholder (2010-) est une jument de course pur-sang anglais, née aux États-Unis. Membre du Hall of Fame des courses américaines, elle a été élue meilleure pouliche de sa génération à 2 et 3 ans, et a remporté trois épreuves de la Breeders' Cup.

## Carrière de courses
Née et élevée à Lexington, Kentucky, Beholder passe sur le ring aux ventes de yearling de Keenland en 2011, où elle change de mains pour $ 180 000 et prend la direction de la Californie et de l'écurie de Richard Mandella. Réputée caractérielle, la pouliche débute en juin de ses 2 ans par une quatrième place dans un maiden à Hollywood Park, mais ouvre son palmarès dès la sortie suivante, à Del Mar. Confiant dans son potentiel, son entraîneur la présente aussitôt dans un groupe 1, les Del Mar Debutante Stakes, où elle ne s'incline que d'un nez face à Executiveprivilege. Après une victoire dans une course à conditions où elle a couru déclassée, Beholder retrouve Executiveprivilege au départ de la Breeders' Cup Juvenile Fillies, qui se dispute à Santa Anita, et prend nettement sa revanche sur sa rivale. Elle est consacrée, dans la foulée, meilleure 2 ans de l'année.
Âgée de triois ans, Beholder fait sa rentrée dès janvier, dans un groupe 2 où elle termine deuxième, mais retrouve sa suprématie au printemps, en enchaînant deux victoires de groupe 1. Elle doit cependant abandonner la victoire à Princess of Sylmar dans les Kentucky Oaks, puis fait une pause tout au long de l'été. À son retour en septembre, Beholder change de cavalier : le légendaire Gary Stevens remplace Garrett Gomez sur son dos. Le nouveau duo s'impose facilement dans les Zenyatta Stakes, puis s'aligne au départ de la Breeders' Cup Distaff face à la double tenante du titre, la championne Royal Delta, en lice pour un triplé historique. Beholder ne fait pas durer le suspens : quatre longueurs et demi sanctionnent sa supériorité, Royal Delta terminant quatrième. Elle devient ainsi la première pouliche à enchaîner la Breeders' Cup Juvenile Fillies et le Distaff sur deux ans, et obtient le titre de meilleure 3 ans de l'année.
En 2014, Beholder court peu, trois fois seulement, pour deux victoires, dont les Zenyatta Stakes (montée à cette occasion par Mike Smith), entrecoupées d'une nette défaite dans les Ogden Phipps Stakes, un groupe 1 disputée à Belmont, sur la côte Est, dont elle ne peut que prendre la quatrième place en raison d'une légère blessure. Cette année-là, elle devait courir dans le Distaff avant de mettre un terme à sa carrière et passer en ventes. Mais une fièvre l'empêche de défendre son titre et ses propriétaires se ravisent, décidant de la maintenir en compétition à 5 ans.

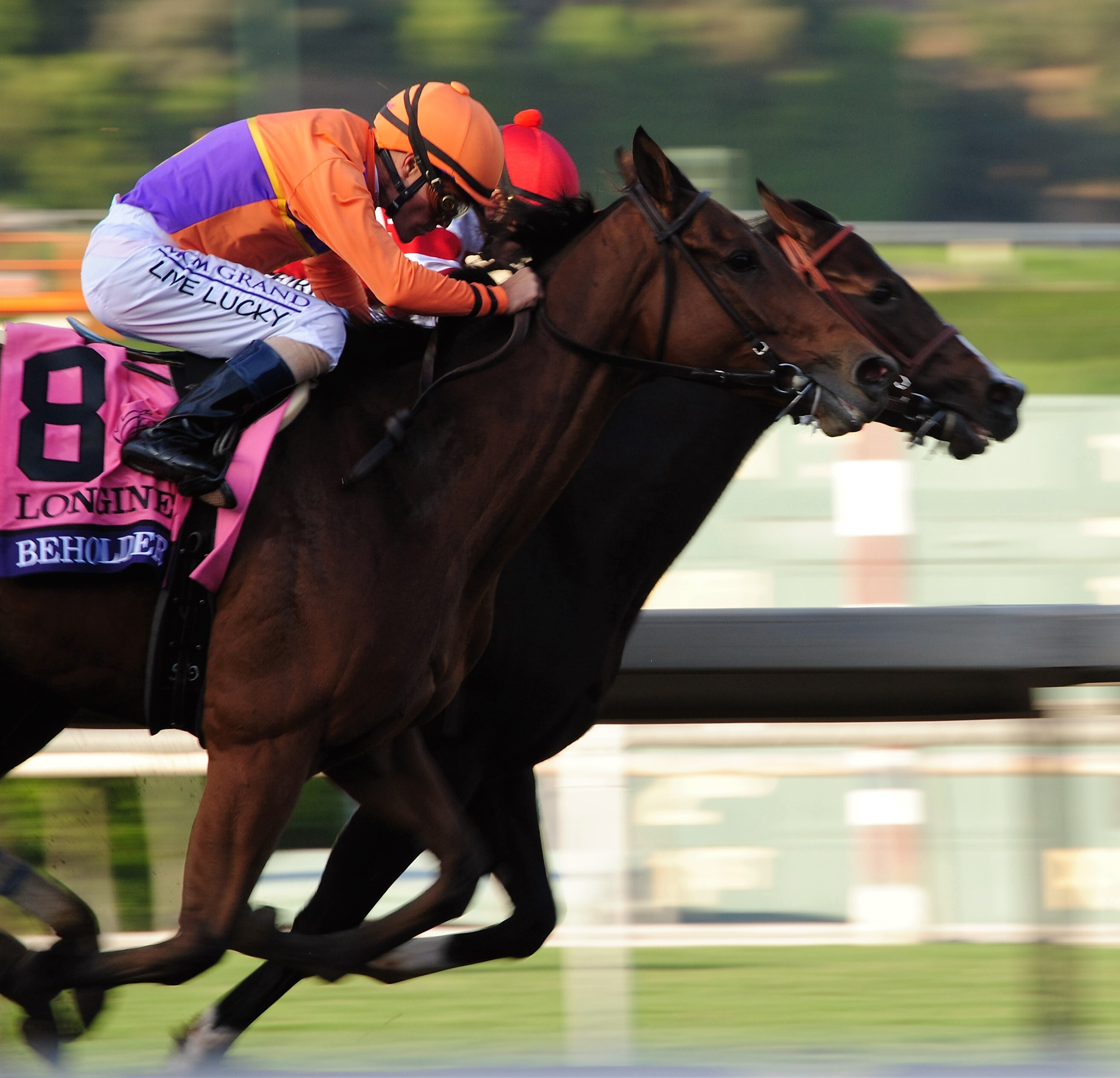
Beholder (à l'extérieur) à la lutte avec Songbird à l'arrivée de la Breeders' Cup Distaff

L'année 2015 de Beholder est parfaite : cinq courses, cinq victoires, et la jument qui semble encore en progrès. Elle déroule dans les Clement L. Hirsch Stakes, qu'elle s'adjuge de sept longueurs, devenant ainsi le premier cheval depuis 1976 à s'imposer au niveau groupe 1 à 2, 3, 4 et 5 ans. Elle se promène ensuite dans le Pacific Classic, remporté par huit longueurs, ce qui fait d'elle la première jument à figurer au palmarès de cette épreuve mixte. La Breeders' Cup Classic, qui se déroule à Keeneland, dans le Kentucky, est dès lors à l'horizon, et la course promet d'être historique : elle doit y affronter le phénomène American Pharoah, le premier vainqueur de la Triple Couronne depuis Affirmed en 1978. Mais la jument voyage mal, et n'a jamais gagnée loin de ses bases californiennes (deuxième des Kentucky Oaks à Churchill Downs et quatrième des Ogden Phipps Stakes à Belmont). Et une fois arrivée sur place, à Keeneland, les choses se gâtent : Beholder souffre de fièvre, puis de saignements - elle doit renoncer au Classic, que survolera American Pharoah, et doit se consoler avec un troisième Eclipse Award, celui de la meilleure jument sur le dirt.
Malgré ses déboires en fin de saison, Beholder rempile pour une année supplémentaire. À 6 ans, elle montre qu'elle n'a rien perdu de son talent, s'offrant un dixième groupe 1 dans le Vanity Mile, ce qui lui permet d'égaler la performance du légendaire John Henry en 1984, à savoir remporter au moins un groupe 1 durant cinq années consécutives. Mais elle semble moins souveraine : battue deux fois par la meilleure 3 ans de l'année en 2015, Stellar Wind, dans les Clement L. Hirsch Stakes et les Zenyatta Stakes, elle ne peut rien faire non plus contre le champion California Chrome dans le Pacific Classic. Même si ces trois défaites ont pour circonstance atténuante la grande valeur de ses devanciers, sa candidature dans l'édition 2016 du Distaff prend l'ombre de celles de ses cadettes : Stellar Wind, et surtout l'invaincue Songbird, véritable ogresse qui ne s'est jamais laissée approchée à moins de quatre longueurs et revendique sept groupe 1 à son actif. Celle-ci est la grande favorite, devant Stellar Wind et Beholder, condamnée à jouer le rôle du troisième larron. Mais la jument, qui fait à cette occasion ses adieux à la compétition, sort une dernière fois le grand jeu et, à l'issue d'une lutte exceptionnelle, fait mordre la poussière à Songbird pour la première fois de sa carrière - un nez sépare les deux championnes. Beholder se retire sur un exploit somptueux qui fait d'elle le seul cheval, avec la Française Goldikova, à se prévaloir de trois victoires dans la Breeders' Cup. Son hippodrome fétiche de Santa Anita, où elle a remporté quatorze de ses dix-huit victoires, rebaptise le Vanity Mile, qu'elle avait remporté en 2016, en Beholder Mile Stakes. Elle est introduite au Hall of Fame des courses américaines en 2022, dès sa première année d’éligibilité.    

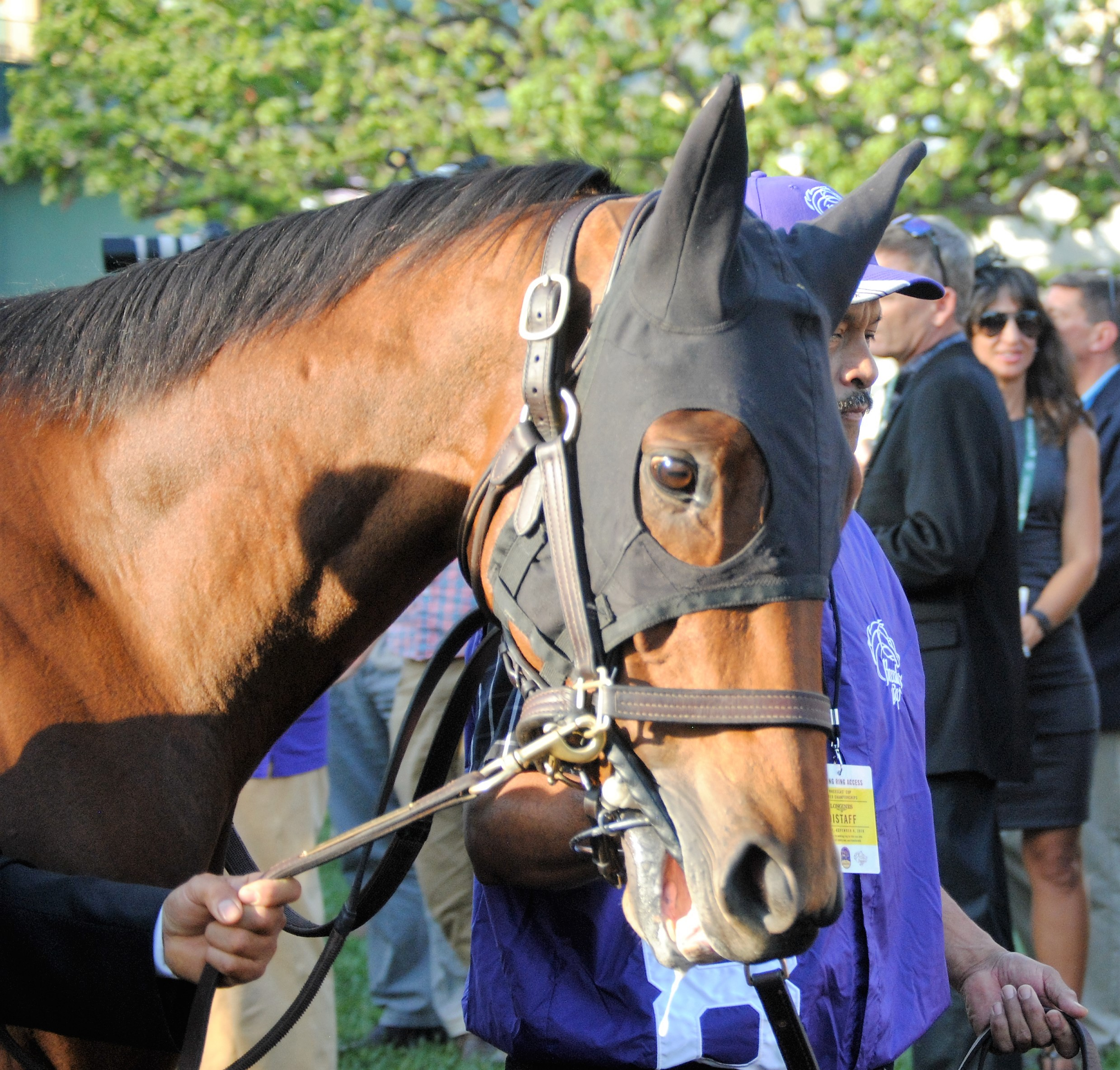
Beholder avant la Breeders' Cup Distaff 2016

### Résumé de carrière
| Date          | Hippodrome      | Pays        | Course                         | Statut      | Distance    | Jockey      | Place       | Écart       | Vainqueur ou deuxième |
| 2012, 2 ans   | 2012, 2 ans     | 2012, 2 ans | 2012, 2 ans                    | 2012, 2 ans | 2012, 2 ans | 2012, 2 ans | 2012, 2 ans | 2012, 2 ans | 2012, 2 ans           |
| ------------- | --------------- | ----------- | ------------------------------ | ----------- | ----------- | ----------- | ----------- | ----------- | --------------------- |
| 28 juin       | Hollywood Park  | États-Unis  | Maiden                         |             |             | G. Gomez    | 4e / 9      |             | Executiveprivilege    |
| 22 juillet    | Del Mar         | États-Unis  | Maiden                         |             | 1 200 m     | G. Gomez    | 1er / 9     | 3 1⁄4       | Fanticola             |
| 1er septembre | Del Mar         | États-Unis  | Del Mar Debutante Stakes       | Gr. 1       | 1 400 m     | G. Gomez    | 2e / 8      | nez         | Executiveprivilege    |
| 4 octobre     | Santa Anita     | États-Unis  | Allowance                      |             | 1 700 m     | G. Gomez    | 1er / 6     | 11          | Mechaya               |
| 2 novembre    | Santa Anita     | États-Unis  | Breeders' Cup Juvenile Fillies | Gr. 1       | 1 700 m     | G. Gomez    | 1er / 8     | 1           | Executiveprivilege    |
| 2013, 3 ans   |                 |             |                                |             |             |             |             |             |                       |
| 21 janvier    | Santa Anita     | États-Unis  | Santa Ynez                     | Gr. 2       | 1 300 m     | G. Gomez    | 2e / 7      | 3/4         | Renee's Titan         |
| 2 mars        | Santa Anita     | États-Unis  | Las Virgenes Stakes            | Gr. 1       | 1 600 m     | G. Gomez    | 1er / 8     | 3 ⁄4        | Fiftyshadesofhay      |
| 6 avril       | Santa Anita     | États-Unis  | Santa Anita Oaks               | Gr. 1       | 1 700 m     | G. Gomez    | 1er / 6     | 2 3⁄4       | Iotapa                |
| 3 mai         | Churchill Downs | États-Unis  | Kentucky Oaks                  | Gr. 3       | 1 800 m     | G. Gomez    | 2e / 10     | 1/2         | Princess of Sylmar    |
| 1er septembre | Del Mar         | États-Unis  | Torrey Pines Stakes            |             | 1 600 m     | G. Stevens  | 1er / 5     | 2 3⁄4       | Wittgenstein          |
| 29 septembre  | Santa Anita     | États-Unis  | Zenyatta Stakes                | Gr. 1       | 1 700 m     | G. Stevens  | 1er / 7     | 1 ⁄4        | Authenticity          |
| 1er novembre  | Santa Anita     | États-Unis  | Breeders' Cup Distaff          | Gr. 1       | 1 800 m     | G. Stevens  | 1er / 6     | 4 1⁄4       | Close Hatches         |
| 2014, 4 ans   |                 |             |                                |             |             |             |             |             |                       |
| 21 avril      | Santa Anita     | États-Unis  | Santa Lucia Stakes             |             | 1 700 m     | G. Stevens  | 1er / 5     | 5 1⁄4       | Legacy                |
| 7 juin        | Belmont Park    | États-Unis  | Ogden Phipps Stakes            | Gr. 1       | 1 700 m     | G. Stevens  | 4e / 6      |             | Close Hatches         |
| 27 septembre  | Santa Anita     | États-Unis  | Zenyatta Stakes                | Gr. 1       | 1 700 m     | M. Smith    | 1er / 5     | 3/4         | Tiz Midnight          |
| 2015, 5 ans   |                 |             |                                |             |             |             |             |             |                       |
| 10 avril      | Santa Anita     | États-Unis  | Santa Lucia Stakes             |             | 1 700 m     | G. Stevens  | 1er / 5     | 3 ⁄4        | Uzziel                |
| 13 juin       | Santa Anita     | États-Unis  | Adoration Stakes               | Gr. 3       | 1 700 m     | G. Stevens  | 1er / 6     | 1 ⁄4        | Warren's Veneda       |
| 2 août        | Del Mar         | États-Unis  | Clement L. Hirsch Stakes       | Gr. 1       | 1 700 m     | G. Stevens  | 1er / 8     | 7           | Yahilwa               |
| 23 août       | Del Mar         | États-Unis  | Pacific Classic                | Gr. 1       | 1 800 m     | G. Stevens  | 1er / 10    | 8 1⁄4       | Catch A Flight        |
| 26 septembre  | Santa Anita     | États-Unis  | Zenyatta Stakes                | Gr. 1       | 1 700 m     | G. Stevens  | 1er / 8     | 3 1⁄4       | My Sweet Addiction    |
| 2016, 6 ans   |                 |             |                                |             |             |             |             |             |                       |
| 8 mai         | Santa Anita     | États-Unis  | Adoration Stakes               | Gr. 3       | 1 700 m     | G. Stevens  | 1er / 6     | 2 ½         | Sheer Pleasure        |
| 5 juin        | Santa Anita     | États-Unis  | Vanity Mile                    | Gr. 1       | 1 900 m     | G. Stevens  | 1er / 5     | 1 ½         | Stellar Wind          |
| 31 juillet    | Del Mar         | États-Unis  | Clement L. Hirsch Stakes       | Gr. 1       | 1 700 m     | G. Stevens  | 2e / 5      | 1/2         | Stellar Wind          |
| 21 août       | Del Mar         | États-Unis  | Pacific Classic                | Gr. 1       | 1 800 m     | G. Stevens  | 2e / 9      | 5           | California Chrome     |
| 2 octobre     | Santa Anita     | États-Unis  | Zenyatta Stakes                | Gr. 1       | 1 700 m     | G. Stevens  | 2e / 5      | enc.        | Stellar Wind          |
| 4 novembre    | Santa Anita     | États-Unis  | Breeders' Cup Distaff          | Gr. 1       | 1 800 m     | G. Stevens  | 1er / 8     | nez         | Songbird              |

## Au haras
Au printemps 2017, devenue poulinière, Beholder est saillie par l'un des étalons les plus en vogue de l'élevage américain, Uncle Mo, et les années suivantes par Curlin puis War Front, qui lui offre Teena Ella, lauréate des Señorita Stakes (Gr.3). En août 2023, son fils par Curlin est adjugé 4 millions de dollars aux ventes de yearlings. La même année sa fille Tamara (par Bold d'Oro) devient lauréate de groupe 1 en s'adjugeant les Debutante Stakes.

## Origines
Beholder est une fille du sprinter Henry Hughes, lauréat de groupe 1 sur 1400 m et deuxième du Breeders' Cup Juvenile, qui se révéla pourtant un étalon assez décevant. Facturé $ 40 000 à ses débuts, il fut vendu en Australie en 2012, tout en continuant à faire la monte aux États-Unis (mais à $ 7 500 la saillie) avant de partir officier au Japon l'année suivante. Beholder est le seul de ses rejetons à s'être illustré au niveau groupe 1.
Côté maternel, la famille n'est pas des plus glorieuses, et pourtant Leslie's Lady, la mère de la championne, qui fut acquise par l'éleveur de Beholder pour $ 100 000 en 2006, s'est révélée une poulinière hors pair et reçut le titre de poulinière de l'année 2016. Elle a donné deux autres vainqueurs de groupe 1, Into Mischief (par Harlan's Holiday), lauréat du Los Alamitos Futurity (groupe 1) et surtout le meilleur étalon américain des années 2020, et l'Irlandais Mendelssohn (par Scat Daddy), qui fut top price des ventes de yearling à Keeneland ($ 3 000 000), vainqueur du Breeders' Cup Juvenile Turf et deuxième des Dewhurst Stakes. En 2019, une sœur de Beholder, par American Pharoah, est vendue yearling pour 8,2 millions de dollars (elle n'a jamais couru). 

### Pedigree
| Origines de Beholder (USA), jument baie née en 2010 | Origines de Beholder (USA), jument baie née en 2010 | Origines de Beholder (USA), jument baie née en 2010 | Origines de Beholder (USA), jument baie née en 2010 |
| --------------------------------------------------- | --------------------------------------------------- | --------------------------------------------------- | --------------------------------------------------- |
| Père Henny Hughes 2003                              | Hennessy 1993                                       | Storm Cat                                           | Storm Bird                                          |
| Père Henny Hughes 2003                              | Hennessy 1993                                       | Storm Cat                                           | Terlingua                                           |
| Père Henny Hughes 2003                              | Hennessy 1993                                       | Island Kitty                                        | Hawaii                                              |
| Père Henny Hughes 2003                              | Hennessy 1993                                       | Island Kitty                                        | T C Kitten                                          |
| Père Henny Hughes 2003                              | Meadow Flyer 1989                                   | Meadow Lake                                         | Hold Your Peace                                     |
| Père Henny Hughes 2003                              | Meadow Flyer 1989                                   | Meadow Lake                                         | Suspicious Native                                   |
| Père Henny Hughes 2003                              | Meadow Flyer 1989                                   | Shortley                                            | Hagley                                              |
| Père Henny Hughes 2003                              | Meadow Flyer 1989                                   | Shortley                                            | Short Winded                                        |
| Mère Leslie's Lady 1996                             | Tricky Creek 1986                                   | Clever Trick                                        | Icecapade                                           |
| Mère Leslie's Lady 1996                             | Tricky Creek 1986                                   | Clever Trick                                        | Kankakee Miss                                       |
| Mère Leslie's Lady 1996                             | Tricky Creek 1986                                   | Battle Creek Girl                                   | His Majesty                                         |
| Mère Leslie's Lady 1996                             | Tricky Creek 1986                                   | Battle Creek Girl                                   | Far Beyond                                          |
| Mère Leslie's Lady 1996                             | Crystal Lady 1990                                   | Stop The Music                                      | Hail To Reason                                      |
| Mère Leslie's Lady 1996                             | Crystal Lady 1990                                   | Stop The Music                                      | Bebopper                                            |
| Mère Leslie's Lady 1996                             | Crystal Lady 1990                                   | One Last Bird                                       | One For All                                         |
| Mère Leslie's Lady 1996                             | Crystal Lady 1990                                   | One Last Bird                                       | Last Bird (famille 23-b)                            |